# Chì(II) chromat
Chì(II) Chromiat hay Chromiat chì(II) là một hợp chất hóa học có thành phần chính là gồm nguyên tố chì và nhóm Chromiat, có công thức hóa học được quy định là PbCrO4. Hợp chất này thường có màu vàng tươi và không bị hòa tan trong nước. Với tính chất như trên, nó được sử dụng trong sơn với cái tên màu vàng Chromi.
Chì(II) Chromiat cũng có thể được biết đến dưới nhiều cái tên khác nhau như như Chromi màu vàng, muối chì axit Chromiic(II), vàng Chromi canary 40-2250, Chromi xanh lục, Chromi xanh lục UC61, Chromi xanh lục UC74, Chromi xanh lục UC76, Chromi chanh, crocoite, Chromi vàng dianichi G, vàng chanh, vàng của nhà vua, vàng Leipzig, vàng chanh, vàng Paris, màu xanh lá cây 15, plumbous chromate, chanh tinh chrome L3GS, và các tên gọi khác nhau. Khoáng chất crocoit, tồn tại dưới dạng các tinh thể lăng trụ màu vàng cam, là một khoáng chất tương đối hiếm chỉ được biết đến tại các vùng oxy hóa của các vỉa quặng Pb, bị ảnh hưởng bởi các dung dịch chứa Chromiat, xuất phát từ quá trình oxy hóa các khoáng vật Cr chính (Chromiit) tồn tại gần đá mafic.

## Sán xuất
Khoảng 37.000 tấn được sản xuất vào năm 1996. Các ứng dụng chính là làm sắc tố trong sơn. Ngoài ra, hợp chất này cũng đã được sử dụng trong sơn để tô màu xe buýt trường học.